# جولیان ژانویر
جولیان ژانویر (انگلیسی: Julian Jeanvier؛ زادهٔ ۳۱ مارس ۱۹۹۲) بازیکن فوتبال اهل فرانسه است.
از باشگاه‌هایی که در آن بازی کرده‌است می‌توان به باشگاه فوتبال لیل، باشگاه فوتبال نانسی، و باشگاه فوتبال ستاره سرخ اشاره کرد.
وی همچنین در تیم ملی فوتبال گینه بازی کرده‌است.